# Secrets That I Never Want to Know (Desperate Housewives)
Secrets That I Never Want to Know er det første afsnit af ottende sæson af tv-serien Desperate Housewives.

## Handling
Carlos mord på hans kone Gabrielles onde stedfar og 'cover-up' af husmødre har vidtrækkende konsekvenser, følelser af skyld begyndte at overvinde alle på forskellige måder. Gabrielle arbejder for at nå ind til Carlos mens hans skyld vejer tungt over ham, og Susan begynder at trække sig tilbage fra hendes venner og familie. Lynette og Tom kæmper med deres opløsende ægteskab og forestående separation, men Tom flytter op i Brees hovedkontor. Og Bree skal være særligt forsigtige omkring hendes nye romantiske interesse, detektiv Chuck Vance. I mellemtiden er en sexet ny nabo, Ben Faulkner, lige flyttet til byen og Renee får hurtigt en stor interrese for ham.
Da episoden slutter, åbner Bree sin postkasse og modtager et genkendeligt brev – nemlig det samme brev som Mary-Alice fik.